# Jens Höing
Jens Höing (ur. 21 lutego 1987 w Münster) – niemiecki kierowca wyścigowy.

## Kariera
Höing rozpoczął karierę w wyścigach samochodowych w 2005 roku od startów w Formule BMW ADAC. Z dorobkiem dwóch punktów uplasował się tam na 23 pozycji w klasyfikacji generalnej. W późniejszych latach pojawiał się także w stawce Światowego Finału Formuły BMW, ATS Formel 3 Cup oraz Formuły 2.
W Mistrzostwach Formuły 2 wystartował w 2009 roku, jednak nigdy nie zdobywał punktów.

## Statystyki
| Sezon | Seria                      | Zespół            | Wyścigi | Zwycięstwa | PP | NO | Podium | Punkty | Pozycja |
| ----- | -------------------------- | ----------------- | ------- | ---------- | -- | -- | ------ | ------ | ------- |
| 2005  | Formuła BMW ADAC           | Team Rosberg      | 18      | 0          | 0  | 0  | 0      | 2      | 23      |
| 2006  | Formuła BMW ADAC           | GU-Racing         | 18      | 0          | 0  | 0  | 0      | 11     | 14      |
| 2006  | Światowy Finał Formuły BMW | GU-Racing         | 1       | 0          | 0  | 0  | 0      | N/A    | 18      |
| 2007  | Formuła BMW ADAC           | GU-Racing         | 18      | 0          | 0  | 0  | 0      | 216    | 14      |
| 2008  | Niemiecka Formuła 3        | GU-Racing         | 12      | 0          | 0  | 0  | 0      | 1      | 17th    |
| 2009  | Formuła 2                  | MotorSport Vision | 16      | 0          | 0  | 0  | 0      | 0      | 26      |